# Saint-Omer-Capelle
Saint-Omer-Capelle je francouzská obec v departementu Pas-de-Calais v regionu Hauts-de-France. Žije zde přibližně 1 100 obyvatel.

## Poloha obce
Obec leží na severozápadě departementu Pas-de-Calais.

### Sousední obce
| Růžice kompasu |                | Oye-Plage          |               | Růžice kompasu |
| Růžice kompasu | Vieille-Église | Sever              | Saint-Folquin | Růžice kompasu |
| Růžice kompasu | Vieille-Église | Saint-Omer-Capelle | Saint-Folquin | Růžice kompasu |
| Růžice kompasu | Vieille-Église | Jih                | Saint-Folquin | Růžice kompasu |
| Růžice kompasu | Audruicq       |                    |               | Růžice kompasu |

## Vývoj počtu obyvatel
Počet obyvatel